# Punk Goes Pop Volume 4
Punk Goes Pop Volume 4 is het twaalfde compilatiealbum uit de Punk Goes... serie uitgegeven door Fearless Records. Het album bevat covers van populaire popnummers, gespeeld door post-hardcore, metalcore en poppunk bands. Het is uitgegeven op 21 november 2011.

## Nummers
1. "Just the Way You Are" (Bruno Mars) - Pierce the Veil
2. "Little Lion Man" (Mumford & Sons) - Tonight Alive
3. "Last Friday Night (T.G.I.F.)" (Katy Perry) - Woe, Is Me
4. "Roll Up" (Wiz Khalifa) - The Ready Set
5. "F**k You!" (Cee Lo Green) - Sleeping With Sirens
6. "Rolling in the Deep" (Adele) - Go Radio
7. "You Belong with Me" (Taylor Swift) - For All Those Sleeping
8. "We R Who We R" (Ke$ha) - Chunk! No, Captain Chunk!
9. "Love the Way You Lie" (Eminem) - A Skylit Drive
10. "Yeah 3x" (Chris Brown) - Allstar Weekend
11. "Till the World Ends" (Britney Spears) - I See Stars
12. "Runaway" (Kanye West) - Silverstein
13. "Super Bass" (Nicki Minaj) - The Downtown Fiction

### Japanse editie
1. "Raise Your Glass" (P!nk) - New Breed
2. "What the Hell" (Avril Lavigne) - Ashley Scared the Sky
3. "Poker Face" (Lady Gaga) - Her Name In Blood

### Bonus cd
1. Breathe Carolina - "Wooly"
2. Every Avenue - "Fall Apart"
3. Go Radio - "Goodnight Moon"
4. A Skylit Drive - "The Cali Buds"
5. Chunk! No, Captain Chunk! - "In Friends We Trust"
6. Blessthefall - "Promised Ones"
7. Motionless in White - "Immaculate Misconception"
8. Sparks the Rescue - "Worst Thing I've Been Cursed With"
9. or All Those Sleeping - "I'm Not Dead Yet"
10. The Word Alive - "2012"

Punk Goes Metal ·
Punk Goes Pop ·
Punk Goes Acoustic ·
Punk Goes 80's ·
Punk Goes 90's ·
Punk Goes Acoustic 2 ·
Punk Goes Crunk ·
Punk Goes Pop Volume Two ·
Punk Goes Classic Rock ·
Punk Goes Pop Volume 03. ·
Punk Goes X ·
Punk Goes Pop Volume 4 ·
Punk Goes Pop Volume 5 ·
Punk Goes Christmas ·
Punk Goes 90s Vol. 2 ·
Punk Goes Pop Vol. 6 ·
Punk Goes Pop Vol. 7